# Sikorsky S-42
Il Sikorsky S-42 era un idrovolante quadrimotore a scafo centrale ed ala alta a parasole prodotto dall'azienda statunitense Sikorsky Aircraft Corporation negli anni trenta e destinato al servizio di trasporto passeggeri di linea transoceanico.
Benché il nome fosse identificativo di uno dei 3 Martin M-130 costruiti per lo stesso servizio, popolarmente gli S-42 vennero indicati e ricordati come China Clipper, un nome che diventò il termine generico che identificava, nell'immaginario popolare, tutta la flotta dei grandi idrovolanti transoceanici della Pan Am, il Boeing 314, il Martin M-130 ed il Sikorsky S-42.

## Versioni
S-42
prima versione realizzata, prodotta in 3 esemplari.
S-42A
primo sviluppo, con apertura alare incrementata di circa 2 m (4 ft) e l'adozione di motori sovralimentati, meno potenti ma che incrementavano l'autonomia; versione prodotta in 4 esemplari
S-42B
sviluppo finale, prodotta in 3 esemplari.

## Utilizzatori
Stati Uniti
- Pan American Airways